# Smilegate
Smilegate è uno sviluppatore ed editore di videogiochi sudcoreano che sviluppa, pubblica e fornisce servizi di giochi online per dispositivi mobili e PC. Ha cinque settori di attività principali: sviluppo di giochi, editoria, piattaforma, investimenti e contributo sociale. Fondato in Corea nel 2002, è il creatore di CrossFire, un gioco FPS con oltre sei milioni di giocatori simultanei in tutto il mondo, e molti altri titoli.

## Storia
Smilegate è stato selezionato come destinatario dell'Excellence Award, ETRI IDC nel 2003. Smilegate ha iniziato a sviluppare la produzione Online FPS CrossFire nel 2006, rilasciandolo nell'anno successivo. Nel 2009 ha registrato 1 milione di utenti simultanei di picco in Cina e 0,1 milioni di utenti simultanei di picco in Vietnam. Riceve il Korea Digital Management Innovation Award (MCST Minister's Award), il 49th Annual Trade Day Merit Award (MKE Minister's Award). Il suo titolo di gioco di punta ha vinto il President's Award for "2012 Contents Award" (MCST) CROSSFIRE premiato come uno dei 10 migliori giochi più remunerati del 2013. Smilegate ha istituito il programma di supporto Start-Up Eco System ORANGE FARM a Busan. Inoltre ha investito 112 milioni di dollari nella società di giochi casual SUNDAYTOZ. Smilegate Megaport ha lanciato la piattaforma di servizi mobili " STOVE Archiviato il 19 giugno 2015 in Internet Archive. " nel giugno 2015. Smilegate sta collaborando con la società di produzione hollywoodiana "Original Film" per l'adattamento per il grande schermo del suo gioco sparatutto di grande successo. Smilegate Entertainment ha firmato un accordo di pubblicazione esclusiva da 500 milioni di dollari con Oriental Shiny Star per il seguito con il titolo provvisorio "Crossfire 2" in Cina.
Nel 2017, per servire ulteriormente CrossFire nel mercato europeo, è stato aperto un nuovo ufficio a Berlino, in Germania. Questo ufficio è stato chiuso nell'aprile 2018, come parte di un processo di ristrutturazione a livello aziendale e tutte le operazioni di gioco sono state spostate a Smilegate West a Toronto.
Nel luglio 2021, Smilegate ha investito 100 milioni di dollari nello sviluppatore startup That's No Moon formato dai veterani di Naughty Dog e Infinity Ward.

## Giochi
Questi sono i giochi sviluppati o pubblicati da Smilegate. L'editore e le date di rilascio sono per la Corea del Sud, se non diversamente specificato. Abbreviazioni: SM – Smilegate Megaport; SE – Smilegate Intrattenimento.
| Anno | Titolo                         | Sviluppatore                                  | Editore                                         | Genere                   | Piattaforma               |
| ---- | ------------------------------ | --------------------------------------------- | ----------------------------------------------- | ------------------------ | ------------------------- |
| 2005 | TalesRunner                    | Rhaon Entertainment                           | SM                                              | Action                   | Microsoft Windows         |
| 2007 | CrossFire                      | SE                                            | Smilegate Tencent (China), Lytogame (Indonesia) | FPS                      | Microsoft Windows         |
| 2010 | ProBaseball Manager Online     | Sega                                          | SM                                              | Sports                   | Mobile                    |
| 2011 | Freestyle2                     |                                               | JOYCITY (US), SM (South Korea)                  |                          |                           |
| 2012 | MVP baseball online            |                                               | SE                                              |                          |                           |
| 2013 | Devil Maker: Tokyo             | Ncrew Entertainment                           | SM (South Korea; Global)                        |                          |                           |
| 2013 | Eastern Blade                  |                                               | SM                                              |                          |                           |
| 2014 | Qurare: Magic Library          | IO Studio                                     | SM                                              |                          |                           |
| 2015 | Dragon Fate                    | Lion Games Studios                            | SE                                              |                          |                           |
| 2015 | Bunnypang                      | Smilegate                                     | SM                                              |                          |                           |
| 2015 | AZERA                          | Timber Games                                  | SE                                              |                          |                           |
| 2016 | Qurare: Magic Library PS4      |                                               | SM                                              |                          |                           |
| 2017 | SoulWorker                     | LION GAMES                                    | SM                                              | MMORPG                   | Microsoft Windows         |
| 2017 | Super Tank Rumble              | Lumidia Games                                 | SM                                              | Action                   | Mobile                    |
| 2017 | Epic Seven                     | SUPER CREATIVE                                | SM                                              | RPG                      | Mobile                    |
| 2017 | TAHN                           | Tencent Games                                 | SM                                              | FPS                      | Mobile                    |
| 2017 | ChaosMasters                   | Neoact                                        | SM                                              | RPG                      | Mobile                    |
| 2017 | WarReign                       | Red Sahara Studio                             | SM                                              | RTS                      | Mobile                    |
| 2018 | Arcane Straight                | Gameplete                                     | SM                                              | Card Battle RPG          | Mobile                    |
| 2018 | Lost Ark                       | Smilegate RPG, Tripod Studio                  | Smilegate RPG                                   | MMORPG                   | Microsoft Windows         |
| 2019 | ROGAN: The Thief in the Castle | SE                                            | SE                                              | Stealth Action Adventure | Microsoft Windows         |
| 2022 | CrossfireX                     | Smilegate Entertainment, Remedy Entertainment | Smilegate                                       | FPS                      | Xbox One, Xbox Series X/S |
| 2022 | Crossfire: Legion              | Blackbird Interactive                         | Prime Matter                                    | Real-time strategy       | Microsoft Windows         |
| 2022 | Lost Ark                       | Tripod Studio, Smilegate RPG                  | Amazon Games                                    | Role-playing game        | Microsoft Windows         |
| TBA  | SkySaga: Infinite Isles        | Radiant Worlds                                | SE                                              | Sandbox MMORPG           | Microsoft Windows         |